# Imam
Imām (egl. ’symbol, leder, ideel eksempel, arketype og førende’, moderne dansk retskrivning Imam, persisk: امام, arabisk: إمام) bærer i praksis enten betydningen af en (vej)leder, hæderstitel eller standsperson. Termen er bredt anvendt indenfor både Shiisme og Sunnisme (islams to største denominationer), selvom begge trostolkninger betragter termen en anelse anderledes, dette både indenfor islamiske retsvidenskab (fiqh) og i daglig tale. I Danmark blev termen imam (substantiv) officielt en del af det danske sprog fra år 1959. Her blev betegnelsen bredt defineret som: ”leder af muslimsk gudstjeneste; islamisk religiøs og verdslig leder”. Senere blev betegnelsen tilføjet flere betydninger, hvor termen adskilte mellem betydningen af en (vej)leder og standsperson (hvor sidstnævnte særskilt anvendes indenfor Shiisme): (1. betydning) ”islamisk leder af bønnen i en moské” og (2. betydning) ”titel på forskellige islamiske overhoveder, især shiitisk overhoved der anses for at efterfølge Muhamed som islams leder”. I daglig tale er det primære den første betydning (dvs. en imam som leder af fx en muslimsk menighed) der primært omtales, selvom denne på ingen måde fremgår særlig dækkende for termens alsidige betydning og anvendelse. Indenfor dansk islamlitteratur har der været en tendens til at anvende betegnelsen ud fra dens almenkendte betydning (dvs. en imam som leder af fx en muslimsk menighed) og i tilfældet af at der ønskes at tillægge ordet en anden vægt eller betydning, er denne særligt blevet uddybet i kontekst. Med dette er den brede danske forståelse af termen imam indsnævret til et af de tre aspekter betegnelsen imam i sin praktiske realitet betegner (respektive som enten (vej)leder, hæderstitel eller standsperson).
I Danmark er der over 100 virksomme imamer med vidt forskellig baggrund og vilkår. Nogle få er ansatte af den danske stat, nogle med især tyrkisk baggrund opholder sig midlertidigt i landet som udsendte og aflønnede af organisationer som Dansk Tyrkisk Islamisk Stiftelse, mens mange er frivillige og ulønnede lokale hjælpere.

## Etymologi
Betegnelsen imam (arabisk: ”إمام,”, translitteration: ”Imām”, transskription: ”Imam”, oversættelse: ”Imam”, IPA: [iˈmæˀm]) og flertalsformen imamer (aʿimma) har sin oprindelse i de semitiske sprog. I sin originale betydning rummer termen imam egenskaber som lederskab, forvaltning eller styring, dette både hvad angår de teologiske, spirituelle og politiske aspekter. Oprindeligt blev betegnelsen anvendt i denne brede kontekst, som de koraniske anvendelse også bekræfter; først senere blevet termen tildelt mere begrænset betydninger indenfor forskellige domæner indenfor religionen islam. Termen gennemgik en større betydningsudvikling akkurat i den religiøse og politiske diskurs der efterfulgte profeten Muhammeds død i år 632. Som forskellige overbevisninger i tidlig islam førte til adskilte denominationer, bevægelser og fraktion, blev betegnelsen imam tillagt forskellige betydning – imidlertid alle centret om dets originale betydninger med varierende vægt på ideologiske, teologiske og politiske aspekter. I moderne kontekst betegner en imam enten en (vej)leder, hæderstitel eller standsperson, alle med varierende vægt på den originale koraniske anvendelse og de historiske udviklinger termen har gennemgået.

### Koranen
Termen imam forekommer i Koranen sammenlagt syv gang i singularisform og fem gange i pluralisform. Den første koraniske anvendelse af betegnelsen er i reference til profeten Abraham som leder af menneskeheden:
| Citat           | OG [HUSK,] da Abraham blev prøvet med ordre fra Sin Herre; så udførte han dem. Han sagde: »Jeg vil gøre dig til Imam (imāma) for menneskene.« Abraham spurgte: »Og mine efterkommere?« Han svarede: »Min pagt omfatter ikke de oppressive.« | Citat |
| — Koranen 2:124 | |       |

## Anvendelse
Imambegrebet er ud fra et historisk perspektiv anvendt med varierende og til tider forskellige tekniske betydninger. Med et tilbageblik på tidlig litteratur er det muligt at opdele betegnelsen i tre overordnet anvendelsesområder der stadig gøres brug af til dato.

### (Vej)leder
Den nok almindeligste brug af betegnelsen imam er som titlen på den, der leder en muslimsk menighed. Denne position tilfalder oftest den mest kyndige indenfor eller ældste religiøse individ i den lokale menighed. Ved særlige muslimske forsamlingshuse, foreninger og moskéer vil imamen som menighedsforstander være ansat til at udøve et hverve – med dette betegner termen i denne brug ikke en profession eller rang. Ved bortfald af hvervet som imam af helligdommen, bortfalder også betegnelsen for den pågældende. Selvom dette er den mest generelle anvendes af betegnelsen imam på dansk, er denne betydningstillæggelse ikke identisk med termens generelle og brede definition af en imam, der betegner enhver der (vej)leder en skare af muslimer.
Beslægtede betegnelser af imam i kontekst af en (vej)leder:
- Mullah: fungere delvis overlappende med betegnelsen imam som anvendt i form af (vej)leder, dette selvom mullah er et breder begreb for enhver respekteret muslimsk lærd.
- Sheikh: kan både anvendes synonymt med betegnelsen imam og mullah, selvom det i højere grad anvendes som en hæderstitel.
- Præst: i sin bogstavstro betydning som ”person der leder hellige ceremonier inden for en religion…”[4] er identisk med en imam som leder (eksempelvis af en fællesbøn). I moderne brug betegner en præst også en religiøs funktionær, der hermed gør sammenligningen mellem en imam og præst (i general brug) misvisende. Her vil en præst kunne sammenlignes med en uddannet lærd der er hvervet som imam af en menighed.

Eksempel på en imam som (vej)leder i sin egentlige og brede betegnelse:
- Enhver moden muslim.[note 5]

Eksempel på en imam som (vej)leder i kontekst af en religiøs funktionær:
- Abdul Wahid Pedersen (dansk sufi-sunni imam).
- Abu Laban (flygtning; tidligere sunni imam for Tauba-moskéen, København).
- Sayyed Mohammad Mehdi Khademi (dansk shia imam for Imam Ali-moskéen, København).

### Hæderstitel
Herudover anvendes betegnelsen imam i form af en æresbetegnelse eller hæderstitel for anerkendte muslimske lærde og jurister. Det er primært betydningsfulde islamiske karakter der udfoldet sig tidlig islam der er blevet tildelt titlen og hermed ikke en titel der længere gives nutidige anerkendte muslimske individer. Termen imam skal i denne kontekst tolkes som leder i en bredere forstand end bare leder af fx fællesbønnen eller en menighed, nok snarere fungere betegnelsen imam i denne kontekst i form af en ideologisk leder.
Beslægtede betegnelser af imam i kontekst af en hæderstitel:
- Ayatollah: fungere delvis overlappende med betegnelsen imam som anvendt i form af hæderstitel, selvom denne titel kun anvendes indenfor Shiisme samt det at termen imam som æresbetegnelse, kun anvendes om enkelte individer der har ophøjet en særskilt høj grad af islamisk viden.

Eksempel på en imam som hæderstitel i sin generelle anvendelse:
- Imam Wāṣil b. ʿAṭāʾ (d. 748 stamfaderen til den sunni-teologiske skole mutazilisme)
- Imam Abū Ḥanīfa (d. 767 grundlæggerfiguren af den hanafitiske sunni-retsskole).
- Imam Mālik b. Anas (d. 795 grundlæggerfiguren af den malkitiske sunni-retsskole).
- Imam Shāfiʿī (d. 820 grundlæggerfiguren af den shafiitiske sunni-retsskole).
- Imam Aḥmad b. Ḥanbal (d. 855 grundlæggerfiguren af den hanbalitiske sunni-retsskole).
- Imam Khomeini (d. 1989; iransk shia-muslimsk storayatollah og åndelige leder af den Den Islamiske Revolution i Iran).

Særskilt indenfor Sunnisme er imam-titlen i omtale af Imam ʿAlī anvendt som en hæderstitel, hvor det inden for Shiisme udelukkende anvendes som en standsperson.

### Standsperson
Inden for Shiisme anvendes betegnelsen imam også i en særlig teknisk betydning, dette udelukkende i omtale af tolv på hinanden følgende standsperson. Her er imambegrebet tolket som standspersoner og gudsmænd udstyret med særlige egenskaber fra Gud. Tilsvarende alle de tidligere aposteller og profeter samt andre gudsmænd indenfor islam, er de tolv imamer gudsmænd og prædestineret på forordningen af Gud. Akkurat som profeten Muhammed blev guddommelig udnævnt som Guds sidste forkynder og sendebud, udnævnte Muhammed blandt sine blodbeslægtede en imam som sin direkte efterkommer og -følger. Hermed er imambegrebet i denne betydning den fra profeten Muhammeds nedstammende samt det faktum, at imam-rækken er guddommelig forordnet og forudbestemt, hvor hver enkelt imam udnævner sin efterfølger blandt sine direkte efterkommere.
Imame i den tekniske betydning som standsperson og gudsmænd indenfor Shiisme:
1. Imam ʿAlī (d. 661; fjerde historiske kalif indenfor sunnisme).
2. Imam al-Ḥasan (d. 670).
3. Imam al-Ḥusayn (d. 680).
4. Imam ʿAlī Zayn al-ʿĀbidīn (d. 713).
5. Imam Muḥammad al-Bāqir (d. 732).
6. Imam Jaʿfar al-Ṣādiq (d. 765).
7. Imam Mūsā al-Kāẓim (d. 799).
8. Imam ʿAlī Riḍā (d. 818).
9. Imam Muḥammad al-Jawād (d. 835).
10. Imam ʿAlī al-Hādī (d. 868).
11. Imam Ḥasan al-ʿAskarī (d. 874).
12. Imam Muḥammad al-Mahdī (født 869–).

Særskilt indenfor Shiisme er imam-begrebet i omtalte af Imam ʿAlī anvendt som standsperson og gudsmand, hvor det inden for Sunnisme udelukkende anvendes som en hæderstitel.
Beslægtede betegnelser af imam i kontekst af en standsperson:
- Pave: titlen for den romersk-katolske kirkes overhoved der af menigheden udnævnes som temporær øverste biskop. Dennes opgave indebære bl.a. at ordinere og føre tilsyn med præsterne, samt det at fungere som spirituel identitet for religionen udadtil. Hermed fungere betegnelsen delvis overlappende med en imam som standsperson, idet imamens autoritet ikke kun er begrænset til den spirituelle sfære samt at denne er forordnet og udvalg af Gud.

## Imamer i Danmark
I en dansk sammenhæng betegner imamerne oftest de personer, der leder bønnen og ofte også andre hverv i de danske moskeer. I undersøgelsen "Muslimsk mangfoldighed – en kortlægning af muslimske bedesteder i Danmark" fra 2004 blev det anslået, at der var mellem 120 og 140 imamer i Danmark.
De danske imamers baggrund og vilkår er meget forskellige. Den danske islamforsker Niels Valdemar Vinding har grupperet imamerne i fire typer:
- statsansatte imamer, som er ansat af den danske stat, f.eks. som fængselsimamer eller hospitalsimamer
- organisationsimamer, der er ansat med løn af en organisation eller udenlandsk stat
- menighedsimamer - prædiker i den samme moské hver fredag, men får typisk ingen eller meget beskeden løn og udgør dermed ofte frivillig arbejdskraft
- prædikantimamer - prædiker ved lejlighed i danske moskeer, men er ikke tilknyttet én bestemt moské. Får som hovedregel ingen løn

Statsansatte imamer er udbredte i lande som Frankrig, Nederland og Storbritannien, men der findes indtil videre kun meget få eksempler i Danmark som fængelsimamen i Vestre Fængsel Waseem Hussain og Rigshospitalets imam Naveed Baig. De statsansatte imamer er danskere, har en formel islamisk uddannelse og servicerer danske muslimer på tværs af etniske skel og tilknytning. Organisationsimamerne har også en formel islamisk uddannelse, men har typisk meget ringe danskkundskaber og kendskab til dansk kultur, idet de opholder sig midlertidigt i landet, eksempelvis via det såkaldte forkyndervisum, udsendt af organisationer som Dansk Tyrkisk Islamisk Stiftelse (Diyanet). De er især ansat i moskeer, der henvender sig til muslimer med tyrkisk baggrund og i et vist omfang også bosniske og pakistanske moskeer. Organisationsimamerne er Prædikant- og menighedsimamerne kan både være født i Danmark og i udlandet, og deres uddannelsesmæssige baggrund er vidt forskellig. Nogle er selvlærte, mens andre har doktorgrader fra islamiske universiteter.
De danske imamers rolle som udøvere af en mindretalsreligion adskiller sig ofte fra de roller, imamer i overvejende muslimske lande har. De danske imamer forventes således ofte at repræsentere den muslimske minoritet i medierne og overfor myndighederne samtidig med, at nogle danske muslimer efterspørger, at imamerne udfylder rollen som eksperter, ofte på et højere niveau, end imamerne har uddannelse til.
Imamerne ordineres ikke ligesom Folkekirkens præster. Nogle få menighedsimamer ansættes på baggrund af deres uddannelse, men mange har påtaget sig rollen på fritidsbasis og har så efterhånden fået status som imamer.